# 범죄의 여왕
"범죄의 여왕"은 2016년에 개봉한 대한민국의 영화이다.

## 줄거리
전주에서 미용실을 하는 양미경. 한날은 서울에서 고시원 생활을 하는 아들 익수의 고지서를 받아들었는데 수도요금만 120만원이나 청구됐다. 엄청난 액수에 수상함을 느낀 미경은 그길로 아들이 사는 고시원으로 달려갔지만 아들은 120만원이라는 말도 안되는 요금을 따지기는커녕 그냥 곧이곧대로 내자며 태연하기만 했다. 의구심을 떨치지 못한 미경은 고시원을 둘러보다 엄청난 현장을 목격한다.

## 캐스팅
- 박지영 : 양미경 역[1]
- 조복래 : 개태 역
- 김대현 : 404호 이익수 역
- 허정도 : 403호 강하준 역
- 백수장 : 301호 오덕구 역
- 오창경 : 관리소장 박세주 역
- 이성욱 : 관리소 직원 이태길 역
- 정민성 : 오민성 경사 역
- 강진아 : 송 순경 역
- 곽진무 : 303호 역
- 전국향 : 303호 엄마 역
- 정혜경 : 광순엄마 역
- 김비비 : 춘심엄마 역
- 이상홍 : 구남 역
- 이청희 : 고시학원 프론트 직원 역
- 우문기 : 게임남 역
- 양대성 : 기자 역
- 우상기 : 중국집 배달원 역
- 이현서 : 진숙 (대역)
- 김지현 / 손영신 : 미경 (대역)
- 권현정 : 고시학원생 역
- 우문기 : 고시학원생 역
- 김지훈 : 고시학원생 역
- 권오광 : 고시학원생 역
- 김태곤 : 고시학원생 역
- 전고운 : 고시학원생 역
- 이학수 : 고시학원생 역
- 이윤호 : 고시학원생 역
- 김현철 : 고시학원생 역
- 부은주 : 고시학원생 역
- 김서율 : 고시학원생 역
- 홍윤희 : 고시학원생 역
- 김자영 : 검침원 역
- 노은실 : 아나운서 역
- 최고야 : 글레디에이터 신발녀 역
- 진동훈 : 동일맨션 입주자 역
- 박상범 : 동일맨션 입주자 역
- 안재홍 : 합격탕 고시생 역 (우정출연)
- 강봉성 (우정출연)
- 박호산 (우정출연)
- 배유람 (우정출연)
- 심희섭 (우정출연)
- 진태철 (우정출연)
- 최재현 (우정출연)
- 황미영 (우정출연)
- 황승언 (우정출연)
- 김창환 (우정출연)
- 장하란 : 403호 부인 영남 역 (특별출연)
- 이솜 : 402호 경진숙 역 (특별출연)

## 수상
- 2016년 제17회 부산영화평론가협회상 신인감독상 - 이요섭